# Alulim
Alulim var den första kungen av Eridu och av Sumer enligt den sumeriska kungalistan. Eridus gud, Enki, sägs ha givit civilisation åt Sumer vid denna tiden eller kort dessförinnan.
I den sumeriska kungalistan står följande om Alulim :
"Efter att kungamakten nedsteg ifrån himlen, var kungamakten i Eridug (Eridu). I Eridug blev Alulim king; han regerade i 28 800 år."
Professor William Wolfgang Hallo associerar Alulim med halvguden Apkallu som sägs ha skapats av Enki. Han var präst och rådgivare åt de första sumeriska kungarna innan syndafloden. William påpekar även att Alulim skulle kunna vara Enosh som var sonson till Adam och Eva, och att Alulim betyder hjort.
William H. Shea föreslår att Alulim var samtida med den bibliska figuren Adam, eller Adapa, som han är känd i Mesopotamisk religion.